# Giampaolo Poggini
Giampaolo Poggini était un sculpteur italien du XVIe siècle, médailleur, orfèvre qui s’installa à Bruxelles puis à Madrid au service de Philippe II (roi d'Espagne).

## Biographie
Giampaolo Poggini est née dans une famille d’artiste, dont son père, Michele Poggini, et son frère Domenico Poggini. Giampaolo Poggini travailla pour Cosme Ier de Toscane puis s’installa à Bruxelles de 1555-1559 et en Espagne à partir de 1560 au service de Philippe II (roi d'Espagne). En 1563, il obtient le titre de sculpteur du roi (escultor del Rey). Il produisit des médailles commémoratives. Il meurt à Madrid en 1582.